# São Pedro de Este
São Pedro de Este is een plaats (freguesia) in de Portugese gemeente Braga en telt 1 806 inwoners (2001).